# 八里城遗址
八里城遗址位于黑龙江省肇东市四站镇菜园子村东。遗址周长8华里，俗称八里城。为金朝军事重镇的遗址。有认为此处遗址即始建于金太宗天会八年（1130年）的肇州城，但有异议。
1957年4月4日，被黑龙江省人民政府列为省级文物保护单位。2001年6月25日，中国国务院公布八里城遗址为第五批全国重点文物保护单位（古遗址）。